# آرامگاه شاهزاده محمد
آرامگاه شاهزاده محمد مربوط به دوره صفوی است و در شهرستان اسفراین، روستای بام واقع شده و این اثر در تاریخ ۸ مرداد ۱۳۸۱ با شمارهٔ ثبت ۵۹۵۰ به‌عنوان یکی از آثار ملی ایران به ثبت رسیده است.